# Bythinella bavarica
Bythinella bavarica é uma espécie de gastrópode da família Hydrobiidae.
É endémica da Alemanha. 